# Bukit Larut
Bukit Larut, anciennement appelée Maxwell Hill, est une hill station (ville d'altitude) située dans les monts Bintang du sultanat de Perak en Malaisie.

## Faune
Le Bukit Larut a donné son nom à plusieurs espèces animales découvertes localement, voire endémiques de la zone, comme le gecko Hemiphyllodactylus larutensis, le scinque Larutia larutensis, l'iguane Pseudocalotes larutensis, le gymnophione Ichthyophis larutensis ou l'araignée Liphistius laruticus. Parmi les endémiques, on compte également l'iguane Acanthosaura bintangensis et les geckos Cnemaspis pseudomcguirei et Cyrtodactylus bintangtinggi.